# Livia Klausová

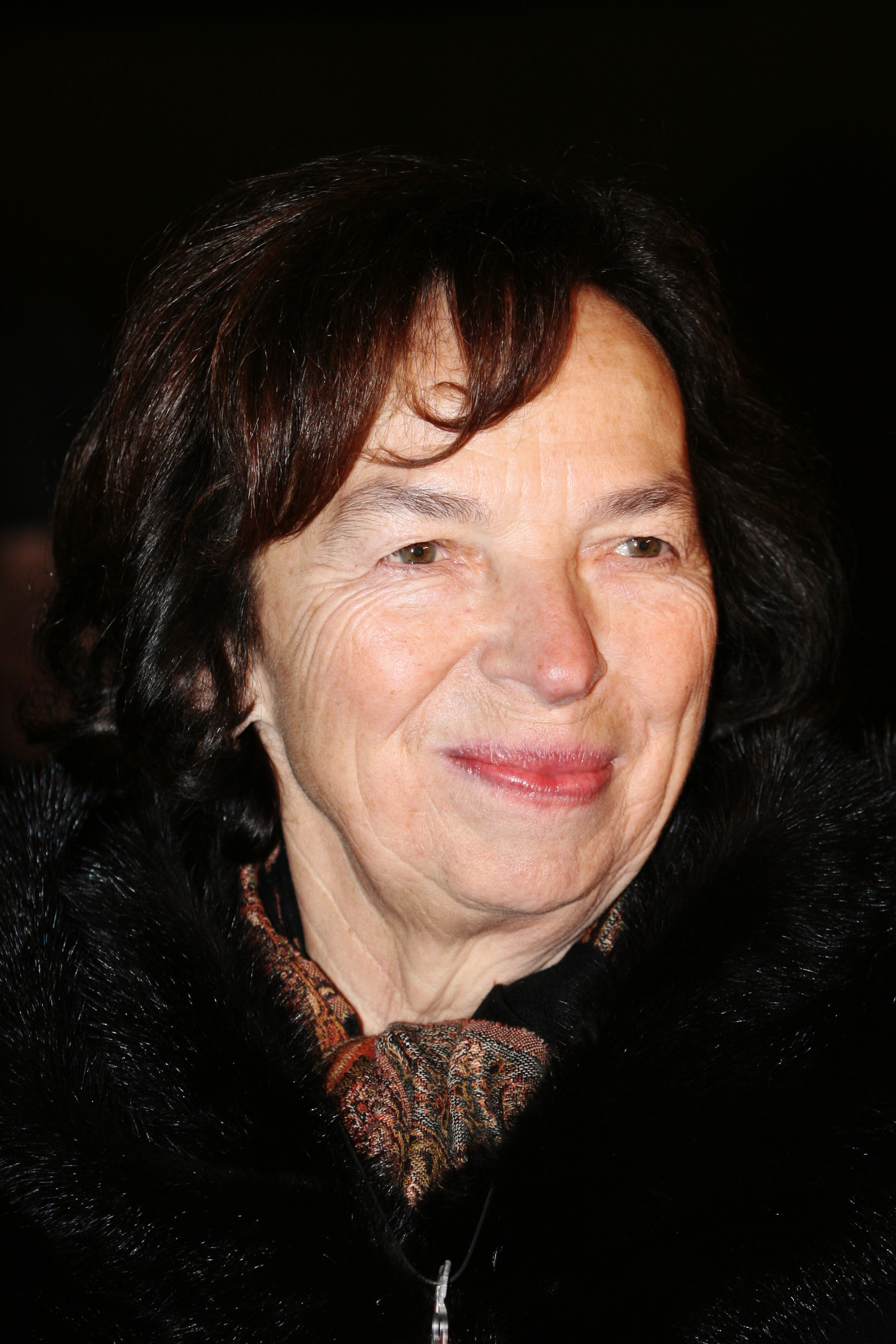
Livia Klausová

Livia Klausová (* 10. November 1943 in Bratislava; geborene Mištinová) ist eine tschechische Volkswirtin und Diplomatin.
Livia Mištinovás Vater Štefan Mištin, gestorben 1959, war Beamter bei der Geheimpolizei des Slowakischen Staates. Mištinová studierte an der Wirtschaftsuniversität Prag (VŠE). 1968 heiratete sie ihren Kommilitonen Václav Klaus. Das Paar hat zwei Söhne Václav (* 1969) und Jan (* 1974). Klausová arbeitete am Ökonomischen Institut der Tschechoslowakischen Akademie der Wissenschaften. In den 1990er-Jahren war sie Aufsichtsrätin in mehreren Bankinstituten.
Während der Amtszeit ihres Mannes als Staatspräsident der Tschechischen Republik von März 2003 bis März 2013 war sie die First Lady ihres Landes. Von Dezember 2013 bis April 2018 war Klausová tschechische Botschafterin in der Slowakei.